# SMS Elbing
SMS Elbing var en tysk lätt kryssare av Pillau-klass, som namngivits efter den preussiska staden Elbing. Fartyget, som ursprungligen var ämnat för den ryska flottan under namnet Admiral Newelski, byggdes av F. Schichau-varvet i Danzig åren 1913–1914. Elbing gick under i Skagerrakslaget 1916.